# Resolución (espectrometría de masas)
En espectrometría de masas, la resolución es una medida de la capacidad de distinguir dos picos de relaciones masa-carga ΔM, ligeramente diferentes, en un espectro de masas. 

## Resolución y poder de resolución
Hay dos definiciones diferentes de resolución y poder de resolución en espectrometría de masas. 

### Definición IUPAC
La definición de IUPAC para la resolución en espectrometría de masas es 
{\displaystyle R={\cfrac {M}{\Delta M}}=\mathrm {resolution} }
{\displaystyle \Delta M=\mathrm {resolving\ power} }
{\displaystyle M=\mathrm {mass\ of\ the\ (second)\ peak} }
Donde una resolución mayor indica una mejor separación de picos. Esta definición se usa en varios textos de espectrometría de masas. Este uso también está implícito en el término "espectrometría de masas de alta resolución".
Un valor alto para la resolución correspondiente a una buena separación de picos es similar a la convención utilizada con separaciones por cromatografía, aunque es importante tener en cuenta que las definiciones no son las mismas. La alta resolución que indica una mejor separación de picos también se usa en la espectrometría de movilidad iónica.

### Definición de poder de resolución
Algunos espectrometristas de masas utilizan la definición que es similar a las definiciones utilizadas en otros campos de la física y la química. En este caso, el poder de resolución se define como: 
{\displaystyle R={\cfrac {M}{\Delta M}}=\mathrm {resolving\ power} }
La separación mínima máxima ΔM que permite distinguir dos especies de iones se denomina: 
{\displaystyle \Delta M=\mathrm {resolution} }
La resolución y el poder de resolución, cuando se definen de esta manera, son consistentes con las recomendaciones de IUPAC para microscopía, espectroscopía óptica. y microscopía iónica (SIMS) pero no cromatografía de gases. Esta definición también aparece en algunos textos de espectrometría de masas.

## Medición de la separación máxima
Hay varias formas de definir la separación mínima máxima ΔM en la espectrometría de masas, por lo tanto, es importante informar el método utilizado para determinar la resolución de la masa al informar su valor. Los dos más utilizados son la definición de ancho de pico y la definición de valle.

### Definición de ancho de pico
En la definición del ancho del pico, el valor de ΔM es el ancho del pico medido en una fracción específica de la altura del pico, por ejemplo 0.5 %, 5 %, 10 % o 50 %. Este último se llama ancho completo a la mitad del máximo (FWHM). 

### Definición del valle
La definición de valle ΔM se lo establece como el espaciamiento más cercano de dos picos de igual intensidad con el valle (valor más bajo de señal) entre ellos menos de una fracción especificada de la altura del pico. Los valores típicos son 10 % o 50 %. El valor obtenido de un ancho de pico del 5 % es aproximadamente equivalente a un valle del 10 %.